# Microcarbo
Genre
Le genre Microcarbo regroupe cinq espèces d'oiseaux appartenant à la famille des Phalacrocoracidae (cormorans).

## Liste d'espèces
D'après la classification de référence (version 14.1, 2024) de l'Union internationale des ornithologues, il y a 5 espèces du genre Microcarbo (ordre philogénique) :
- Microcarbo pygmeus (Pallas, 1773) – Cormoran pygmée ;
- Microcarbo africanus (Gmelin, JF, 1789) – Cormoran africain ;
- Microcarbo coronatus (Wahlberg, 1855) – Cormoran couronné ;
- Microcarbo niger (Vieillot, 1817) – Cormoran de Vieillot ;
- Microcarbo melanoleucos (Vieillot, 1817) – Cormoran pie.